# Isodontosaurus
Isodontosaurus — вимерлий рід ігуанових ящірок пізньої крейди Монголії та Китаю. Типовим видом є Isodontosaurus gracilis. Ізодонтозавр є частиною вимерлої групи пізньокрейдяних ігуанів під назвою Gobiguania, яка наразі вважається ендеміком Гобі.